# Cibarengkok (Panggarangan)
Cibarengkok is een bestuurslaag in het regentschap Lebak van de provincie Banten, Indonesië. Cibarengkok telt 2622 inwoners (volkstelling 2010).